# Las tres hermanas (cultivo)

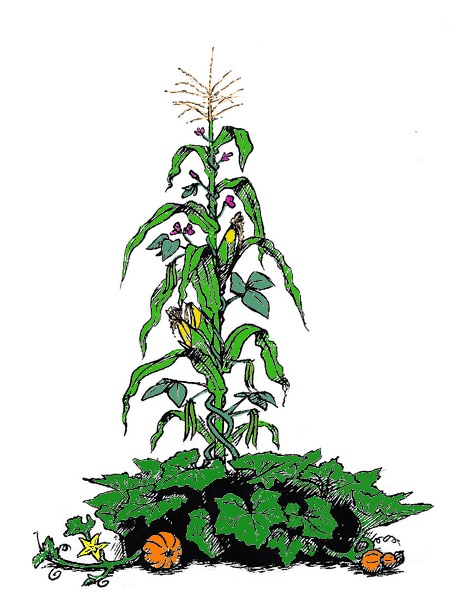
Versión a color de la original, es una imagen ejemplo de la plantación de las Tres Hermanas.

Tres hermanas es el nombre con el que se conoce a los tres cultivos principales de algunos pueblos indígenas de América: zapallo, maíz y frijol (normalmente frijol tépari), de cultivo conjunto.
Entre los Iroqueses, la técnica de cultivo de las tres hermanas permitía cocinar a fuego lento la sagamité compuesta por las tres plantas que representaban su dieta básica. Esto es parte de la permacultura con el suelo permanentemente cubierto por el follaje de la calabaza, así como el frijol que fija el nitrógeno en el suelo gracias a los nódulos y el maíz que sirve como soporte para los frijoles y la calabaza.
Con una técnica llamada siembra conjunta o asociación de cultivos, los tres cultivos se siembran juntos. Se realizan montones planos de tierra para cada cultivo. Cada montículo mide unos 30 cm de alto y 50 cm de ancho y se siembran en ellos varias semillas de maíz, cerca unas de otras en el centro de cada montículo. En algunas zonas del nordeste atlántico, se entremezcla con pescado podrido para hacer más fértil la tierra más pobre.

### Variantes
- En México, esta técnica se llama milpa', término derivado de la frase en náhuatl mil-pa que significa "Lo que se siembra en los campos” (del náhuatl mil-li “campo” + -pa “hacia”).[4]

- En China, en la frontera entre Yunnan y Sichuan, en las estribaciones del Himalaya, la etnia moso del grupo naxi también cultiva tradicionalmente según la técnica tres hermanas, idéntica a la utilizada en América.